# Tomasz Pieczko
Tomasz Pieczko (ur. 18 października 1965) – polski, francuski i belgijski duchowny ewangelicko-reformowany, członek Konsystorza Kościoła Ewangelicko-Reformowanego w RP.

## Życiorys
Urodził się w Krakowie. Powrócił tam po ukończeniu szkoły średniej, aby studiować prawo w Uniwersytecie Jagiellońskim. Rozważał wstąpienie do zakonu jezuitów, ostatecznie jednak w 1987 wstąpił do kapucynów. Studiował teologię katolickąː po odbyciu rocznego nowicjatu, w 1988 roku rozpoczął studia filozoficzne w Krakowie, a w 1990 – teologiczne w Genui i Mediolanie we Włoszech. 
W kwietniu 1994 roku wyświęcony na kapłana. We Włoszech był m.in. wicedyrektorem kapucyńskiego seminarium Ligurii. Po pół roku wrócił do Polski, gdzie przez rok pracował prowadzonej przez kapucynów parafii. Od 1995 do 1997 pracował w szpitalu onkologicznym w Krakowie i studiował historię sztuki sakralnej. W 1997 na skutek kryzysu wiary spowodowanego cierpieniem, brakiem odpowiedzi i wątpliwościami teologicznymi zrezygnował z posługi kapłańskiej i opuścił Kościół katolicki. Pracował w Państwowej Agencji Rozwiązywania Problemów Alkoholowych w Warszawie. Po długiej refleksji teologicznej i duchowej w lutym 2001 w Warszawie wstąpił do Kościoła Ewangelicko-Reformowanego. Po konwersji studiował teologię protestancką we Francji, w Aix-en-Provence i Montpellier. 
Postanowił podjąć na nowo posługę duszpasterską, tym razem w Kościołach protestanckich. 
Został ordynowany jako pastor Francuskiego Kościoła Reformowanego 6 maja 2007. Był pastorem we Francuskim Kościele Reformowanym we Francji oraz w Zjednoczonym Kościele Protestanckim Belgii, gdzie jednocześnie jako doktorant Université Libre de Bruxelles zajmował się problematyką historii interakcji teologicznych, ekonomicznych i politycznych Europy i Ameryki Łacińskiej w drugiej połowie XX wieku. 8 września 2013 został wprowadzony przez ks. biskupa Marka Izdebskiego na służbę administratora parafii ewangelicko-reformowanej w Zelowie zaś 30 marca 2014 w służbę proboszcza tejże parafii. W kadencji 2016–2020 był członkiem Prezydium Synodu Kościoła Ewangelicko-Reformowanego w RP.
W kadencji 2021–2025 jest radcą duchownym Konsystorza Kościoła Ewangelicko-Reformowanego w RP. 
Współautor kwartalnika „Augustinus” - publikacji mającej za cel popularyzację nurtu reformowanego w teologii, a także pisemek publikowanych on line: „Credo” (teologia i studia biblijne) oraz „Słowo” (studia biblijne). Prowadzi blog teologiczny: http://blogpastoratomaszpieczko.blogspot.com/. 
Jeden z dwóch tłumaczy nowego wydania Katechizmu Heidelberskiego (1563). W ramach wydawanych publikacji tłumacz i popularyzator Katechizmu Genewskiego Jana Kalwina i Kanonów z Dordrechtu. 